# Baru Ladang Bambu
Baru Ladang Bambu is een bestuurslaag in het regentschap Medan van de provincie Noord-Sumatra, Indonesië. Baru Ladang Bambu telt 3836 inwoners (volkstelling 2010).